# The Lion King II: Simba's trots
The Lion King II: Simba's Pride (Nederlandse titel: De Leeuwenkoning II: Simba's trots) is een Amerikaanse direct-naar-video-animatiefilm van de Walt Disney Company uit 1998. Het is de eerste van twee vervolgfilms op The Lion King.

## Verhaal
De film gaat verder waar het eerste deel geëindigd is: op de Koningsrots waar de wijze mandril Rafiki de pasgeboren welp van Simba en Nala aan het dierenrijk toont. Ook Timon en Pumbaa zijn aanwezig. Timon en Pumba zijn in de veronderstelling dat het welpje een jongen is, maar het is een meisje, met de naam Kiara.
Het wordt in het begin gelijk duidelijk dat Kiara net zo nieuwsgierig is als haar vader toen deze nog een welp was. Ze wil graag op onderzoek uit waarop Simba haar waarschuwt vooral niet naar het verboden land (the Outlands) te gaan. Simba vraagt Timon en Pumbaa om haar te achtervolgen en haar zo nodig de goede weg te wijzen. Kiara ontdekt dit en is niet blij. Timon en Pumbaa raken echter zo afgeleid dat Kiara haar kans ziet om aan hen te ontsnappen om stiekem toch naar het Verboden Land te gaan.
Eenmaal daar ontmoet ze de leeuwenwelp Kovu, de jongste zoon van Zira. Kovu en Kiara worden al gauw vriendjes en komen ook al gauw in de problemen. Zira en Simba komen oog in oog met elkaar te staan als hun beide welpen een spelletje aan het spelen zijn. Zira zweert wraak op Simba en zijn familie te nemen, waarop Simba haar verbiedt nog weer op zijn koningsland te komen met haar troep.
Zira heeft nog twee andere oudere welpen genaamd Vitani en Nuka. Nuka is jaloers op zijn kleine broertje, aangezien Kovu is 'uitverkoren' om Scar op te volgen. Kovu is echter geen bloedverwant van Scar.
Kiara krijgt een privéles van Simba waarin hij haar vertelt dat zij één zijn (We Are One). Kiara begrijpt het niet, waarop Simba haar belooft dat ze het ooit zal begrijpen.
Ondertussen arriveert Zira terug naar haar grot in het Verboden Land met Kovu en straft Nuka voor het niet goed oppassen op zijn broertje. Ze zint op wraak en voedt Kovu en haar andere welpen op vol haat jegens Simba.
De scène erna laat een halfvolwassen Kiara zien die voor het eerst op jacht gaat. Zij vraagt Simba om haar alleen te laten gaan zonder assistentie. Hij belooft dit, maar kom het niet na als hij toch Timon en Pumbaa de opdracht geeft haar (ditmaal voorzichtiger) te schaduwen. Kiara doet haar best om te jagen, maar het wil niet lukken.
Zira heeft met Kovu een plan beraamd om dichter tot het koninkrijk te komen. Kovu moet bevriend zien te raken met Kiara om zo dicht mogelijk bij Simba te komen om hem uiteindelijk te vermoorden en dus zijn koninkrijk over te nemen.
Ondertussen steken Nuka en Vitani het land in brand om Kiara in een benarde positie neer te zetten. Ze probeert te vluchten, maar komt toch terecht in de brand. Als ze zichzelf eenmaal in veiligheid op een rots heeft gebracht raakt ze bewusteloos. Kovu krijgt van zijn moeder de opdracht haar te 'redden.' Dit doet hij. Ondertussen vliegt Zazu over en ziet hoe de 'vreemdeling' haar door het water heen in veiligheid brengt. Hij haalt Simba en de andere familieleden. Ondertussen ontwaakt Kiara onder toeziend oog van Kovu. Ze herkent hem eerst niet, maar uiteindelijk gaat er een lampje branden.
Kovu wordt als held onthaald voor het redden van Kiara. Kovu vraagt Simba nederig om een plaats in zijn troep en wordt uiteindelijk ondanks wantrouwen van Simba's kant toch geaccepteerd. Hij mag echter niet in de Koningsrots slapen. Tot lichte irritatie van Kovu, die juist zijn plan om Simba te vermoorden zo niet kon uitvoeren.
Kovu belooft Kiara om haar te leren jagen zoals een leeuw betaamt. Maar als hij die ochtend net kans ziet om Simba aan te vallen, overvalt Kiara hem en houdt hem aan zijn belofte om haar te leren jagen. Het wordt duidelijk dat Kiara niet goed is in jagen. Uiteindelijk wordt de 'les' verstoord wanneer Timon en Pumbaa net daar proberen om voedsel te verkrijgen, maar door de vele vogels geen kans krijgen. Kovu leert hoe hij ook lol kan hebben en heeft de tijd van zijn leven. Hier wordt de aantrekking tussen Kovu en Kiara ook al een beetje duidelijk.
Simba laat Kovu die avond bij hen in de Koningsrots slapen als hij ziet hoe close hij is met Kiara. Vitani, die controleert of Kovu zich aan de opdracht houdt, ziet hoe Kovu zijn kans voorbij laat gaan om Simba aan te vallen. Zij brengt dit bericht naar Zira, die laaiend is.
Die ochtend gaat Simba met Kovu op pad om te praten over zijn toekomst in de troep. Ondertussen komt Zira met haar troep om Simba alsnog aan te vallen. Zij beloont Kovu hiervoor, waardoor Simba zich verraden voelt. Kovu probeert Simba echter te redden. Terwijl Simba vlucht, besluit Nuka om eens dapper te zijn voor zijn moeder en voor zichzelf en probeert Simba te pakken. Echter wordt hij bedolven onder balken hout en overlijdt. Zira zint hierdoor meer op wraak en verwijt Kovu de dood van Nuka. Dit levert Kovu hetzelfde litteken op aan zijn oog die Scar ook had.
Simba die gewond is komt verzwakt aan op zijn koningsland waar Zazu, Timon, Pumbaa en Kiara hem vinden. De woorden die Simba spreekt ('Kovu, Hinderlaag')zijn cruciaal voor Kovu zijn verblijf op het koningsland. Simba raakt bewusteloos en wordt door Pumbaa terug naar de rots gedragen. Als Kovu terugkomt om zijn verhaal te doen, wordt hij door Simba verbannen. Alle dieren op de savanne helpen hem van het koningsland af te gaan. Een verdrietige Kiara blijft achter en verwijt Simba dat hij nooit zo zal zijn als Mufasa. Kiara wordt bewaakt, maar weet te ontsnappen uit de Koningsrots en gaat op zoek naar Kovu.
Ze kan hem niet vinden, maar weet dat liefde zijn weg wel vindt (Love will find a Way). Uiteindelijk heeft Kovu haar gevonden en hun liefde voor elkaar wordt duidelijk. Kovu wil met haar zijn eigen troep starten, maar Kiara kan dat niet. Als zij beiden hun weerspiegeling in het water zien, ziet Kovu hoe hun gezichten in één 'samensmelten' en zegt daarop 'Wij zijn een.' Opeens begrijpt Kiara wat haar vader ooit bedoelde en besluit om naar hem toe te gaan om dit recht te zetten.
Ondertussen zijn zowel de troep van Simba als de troep van Zira naar elkaar op zoek. Ze treffen elkaar op de grens. Daar begint een heftig gevecht tussen beide troepen. Kovu en Kiara zien het tafereel gebeuren en springen tussen Simba en Zira. Kiara attendeert Simba op zijn eigen woorden 'Wij zijn één' en weet daarmee hem te overreden dat ook de troep van Zira één met hen is. Met deze woorden is zelfs Vitani (de dochter van Zira) het eens. Zowel Vitani als andere leden van Zira's troep stappen naar Simba's zijde. Zira blijft bij haar wraakplan en wil Simba vermoorden. Als ze Simba wil aanvallen springt Kiara ervoor en beide, Zira en Kiara rollen van de rots. Zira hangt aan een rots terwijl Kiara nog net op tijd kan voorkomen dat ze in de klif valt (die inmiddels vol met water en houtresten is gelopen). Ze probeert Zira te redden, maar deze probeert uit wanhoop Kiara nog te verwonden. Dit lukt niet en uiteindelijk stort ze in het water en sterft.
Simba helpt Kiara terug omhoog, waar ze wordt onthaald door Nala en Kovu. Simba stelt voor terug naar huis te gaan, allemaal inclusief de voormalige troep van Zira. Eenmaal terug worden Kovu en Kiara geaccepteerd als een koppel.
De film eindigt samen met Simba en Nala op de koningsrots waar Kovu en Kiara zich tonen aan het dierenrijk.

## Rolverdeling
| Acteur                                 | Personage        | Stem (Nederlandse/Vlaamse versie) |
| -------------------------------------- | ---------------- | --------------------------------- |
| Matthew Broderick                      | Simba            | Jon van Eerd                      |
| Moira Kelly                            | Nala             | Ryan van den Akker                |
| Neve Campbell / Liz Callaway (zang)    | Volwassen Kiara  | Marjolein Algera                  |
| Michelle Horn / Charity Sanoy (zang)   | Jonge Kiara      | Merel Burmeister                  |
| Suzanne Pleshette                      | Zira             | Nelly Frijda                      |
| Jason Marsden / Gene Miller (zang)     | Volwassen Kovu   | Paul Groot / Dennis Kivit (zang)  |
| Ryan O'Donohue                         | Jonge Kovu       | Moshe Burmeister                  |
| Andy Dick                              | Nuka             | Frans van Deursen                 |
| Jennifer Lien                          | Volwassen Vitani | Marloes van den Heuvel            |
| Lacey Chabert / Crysta Macalush (zang) | Jonge Vitani     | Eva Burmeister                    |
| Ernie Sabella                          | Pumbaa           | Door Van Boeckel                  |
| Nathan Lane                            | Timon            | David Verbeeck                    |
| Robert Guillaume                       | Rafiki           | Freddy Gumbs                      |
| James Earl Jones                       | Mufasa           | Hero Muller                       |
| Edward Hibbert                         | Zazoe            | Paul van Gorcum                   |
| Jim Cummings                           | Scar (cameo)     | Arnold Gelderman                  |

## Achtergrond
The Lion King II: Simba's Pride is tot dusver Disneys succesvolste direct-naar-video-animatiefilm. De film bracht meer dan 300 miljoen dollar op. De Engelse titel is dubbelzinnig: Simba's pride betekent niet alleen Simba's trots, maar ook Simba's (leeuwen)troep
De plot van de film vertoont overeenkomsten met William Shakespeares Romeo en Julia.
De film bevat zoals de meeste Disneyfilms meerdere muzikale nummers, waaronder:
1. He Lives in You - Lebo M
2. We are One - Marty Panzer, Jack Feldman, Tom Snow
3. Upendi - Robert Guillaume, Liz Callaway, Gene Miller, Ladysmith Black Mambazo
4. Not One of Us - koor
5. My Lullaby - Suzanne Pleshette, Crysta Macalush, Andy Dick, koor
6. Love Will Find a Way - Liz Callaway, Gene Miller, koor
7. We are One - Angélique Kidjo
8. She Believes in You1- Lebo M
9. Song for the Children1- Lebo M
10. I Want to See the Moon1- Lebo M featuring Sharon Dee
11. The Lion Sleeps Tonight1 - Lebo M
12. Love Will Find a Way (End Title) - Kenny Lattimore, Heather Headley

## Prijzen en nominaties
The Lion King II: Simba's Pride werd genomineerd voor 6 prijzen, waarvan hij er 3 won.
1999
- 4 Annie Awards:
  - Outstanding Achievement in an Animated Home Video Production – gewonnen
  - 2x Outstanding Individual Achievement for Music in an Animated Feature Production
  - Outstanding Individual Achievement for Voice Acting in an Animated Feature Production
- De eerste prijs op het Vancouver Effects and Animation Festival - gewonnen

2001
- De Artistic Achievement Award – gewonnen